# Jenny Humphrey
Jennifer Tallulah "Jenny" Humphrey é uma das principais personagens nas séries de livros Gossip Girl e a principal de It Girl, ambos escritos por Cecily Von Ziegesar. É representada por Taylor Momsen na série Gossip Girl.

## No livro Gossip Girl
Jenny está ainda no primeiro ano do ginásio da Constance Billard School, porém é bem madura e é uma grande amiga de Serena van der Woodsen. No início da série, ela se sentia insatisfeita com o tamanho de seus seios, o que a levou a tomar suplementos para a diminuição do mesmo. Irmã de Dan Humphrey, sempre tentou ajudar o relacionamento dele com Serena. É filha de Rufus Humphrey, um poeta muito pouco conhecido, é também filha de Jeanette Humphrey, que escapou do casamento para viver com um Aristocrata Europeu. Já namorou Nate Archibald, mas o fim do relacionamento com o mauricinho, foi um pouco trágico, ela o viu paquerando a ex-namorada Blair numa festa. Jennifer, como gosta de ser chamada, pois acredita que dá uma ideia de ser mais velha, tem uma grande amiga Elise Wells, cujo pai, Owen Wells de 38 anos, teve um caso com Blair, enquanto mantinha seu casamento. Jenny e Elise chegam até a protagonizar beijos em um dos livros, mas logo depois começa a namorar um garoto, chamado Léo, o qual conheceu pela internet e demonstra ser um menino cheio de mistérios. Jenny é extremamente talentosa e possui uma caligrafia impecável, sendo ela que escreveu o hino do colégio, além de ser meiga e sensível. Jenny Humphrey aparece como protagonista da série de livros It Girl, de Cecile von Ziegesar; Nos livros, sua história é contada logo após sua ida ao internato, envolvendo mistério e o típico romance adolescente.

## NaSérie
Jenny, tem cabelos loiros brilhantes e está no 1° ano do colegial, e é uma garota de classe média, mas que sonha em ser da "alta sociedade" de Manhattan, nessa temporada ela conhece Blair Waldorf, e para entrar no grupo de amigas de Blair, Jenny passa por muitas armações de diversos tipos, primeiramente relacionadas a 'hierarquia' da Constance, o colégio em que estuda. Porém, a Little J acaba não só tomando o lugar de Blair no colegial, como também em sua vida social. Causando brigas, confusões e discussões que qualquer Upper East Sider acompanha no blogue da Gossip Girl, uma anônima fofoqueira que sabe da vida de toda elite de Manhattan.
Na 2° temporada ela vai trabalhar com a Mãe de Blair, Eleonor Waldorf, dona da grife com o mesmo nome, para seguir seu sonho de ser uma estilista reconhecida. Porém, Jenny acaba passando dos limites e deixa o colegial para estudar em casa. Depois de se demitir do emprego com Eleonor, Jenny e Agnes sua amiga, decidem construir uma sociedade para Jenny seguir seu sonho, porém que acaba durando muito pouco, e acaba ensinando J a escolher melhor suas amigas.
Na 3ª temporada, Jenny se torna a nova rainha da Constance Billard School, tomando o lugar de Blair Waldorf, que ingressa na faculdade de Nova York. Desde então Jenny cria muitas inimizades inclusive com seu meio-irmão Eric, que só quer vê-la destruída. E entra em confusões que só a mesma consegue. Ela acaba se tornando uma traficante, influência de seu namorado Damien Dalgaard. Sendo que isso a deixa em brigas constantes com seu pai novamente. No fim da temporada, J acaba tomando uma atitude que talvez ela se arrependa pelo resto de sua vida.
No fim da 3ª temporada, a personagem aparece em alguns episódios como a nova 'rival' de Serena, e chega a ser considerada personagem recorrente, mas na 4ª temporada, Jenny sai do elenco fixamente. O criador da série disse que a personagem pode voltar como participação especial em alguns episódios, porém em uma entrevista, Taylor Momsen disse que não se interessa mais por sua carreira de atriz e quer se dedicar inteiramente à sua banda The Pretty Reckless, sendo então a última temporada em que Jenny Humphrey participa.

## Diferenças da personagem nos livros pra série
- Nos livros, Jenny é baixinha, com seios fartos, cabelo crespo e castanho, na série, ela é magrinha, alta,loira e cabelos lisos,as vezes enrolado.
- Nos livros, Jenny quer ser como Serena van der Woodsen, na série ela se espelha em Blair Waldorf.
- Nos livros, Jenny e Eric nunca foram amigos, e na série, eram melhores amigos.
- Nos livros, Jenny e Blair não se odiavam, e na série sim.
- Nos livros, Jenny nunca quis ser uma estilista, e na série é uma estilista reconhecida.
- Nos livros, Jenny e Nate tiveram um caso um tanto grande, e na série não durou mais que uma semana.

## Relacionamentos Amorosos (livro)
- Nate Archibald
- Léo

## Relacionamentos Amorosos (série)
- Nate Archibald
- Damien Dalgaard
- Chuck Bass (com quem ela perde a virgindade.)

## Família (livro e série)
- Rufus Humphrey (Pai)
- Dan Humphrey (Irmão)
- Alison humphrey (Mãe)